# بخش ایرویا
بخش ایرویا (به اسپانیایی: Departamento de Iruya) یک منطقهٔ مسکونی در آرژانتین است که در استان سالتا واقع شده‌است. بخش ایرویا ۳٬۵۱۵ کیلومتر مربع مساحت و ۶٬۳۷۰ نفر جمعیت دارد.